# ヨロン駅

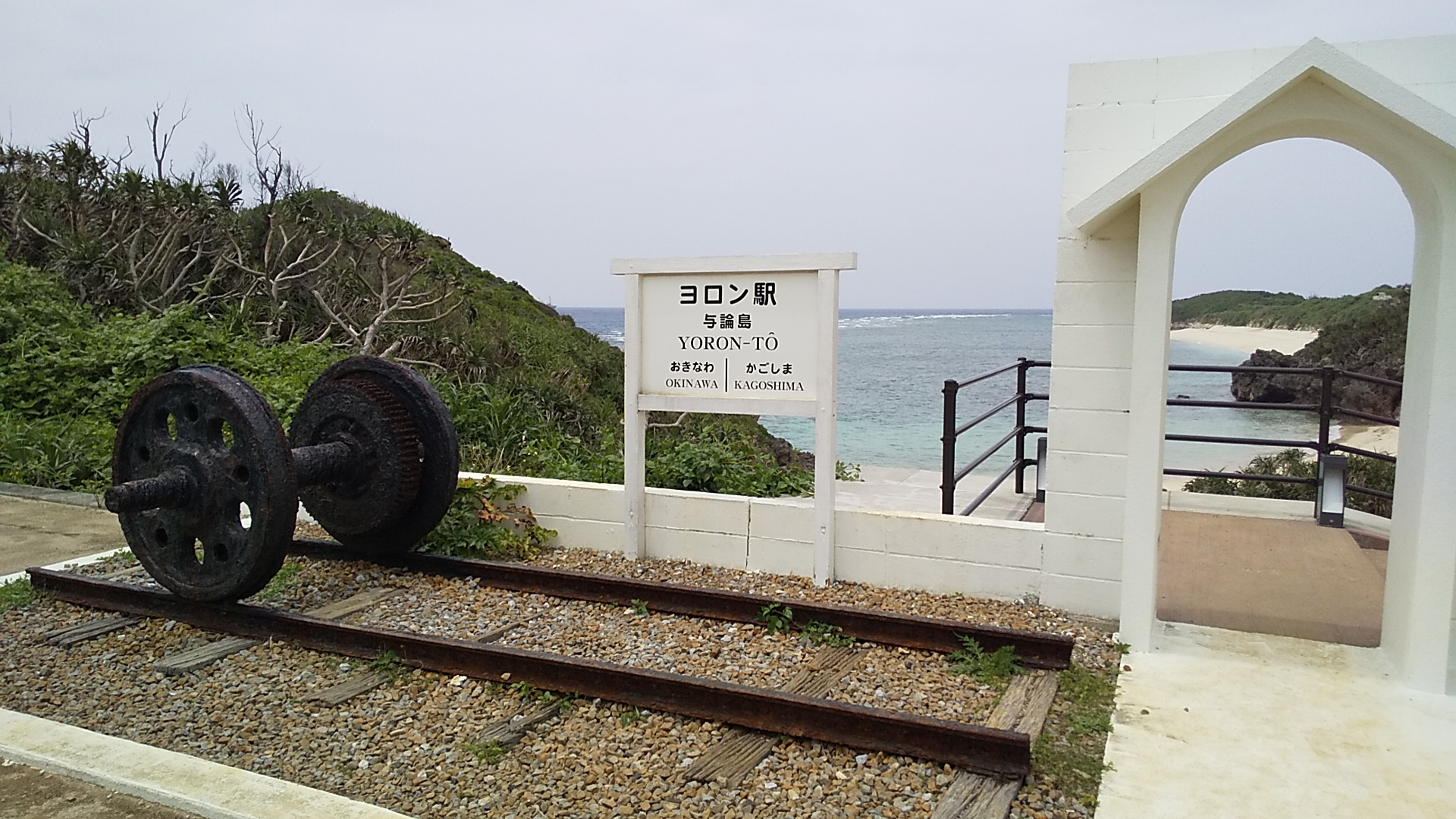
動輪と入口を模したモニュメント

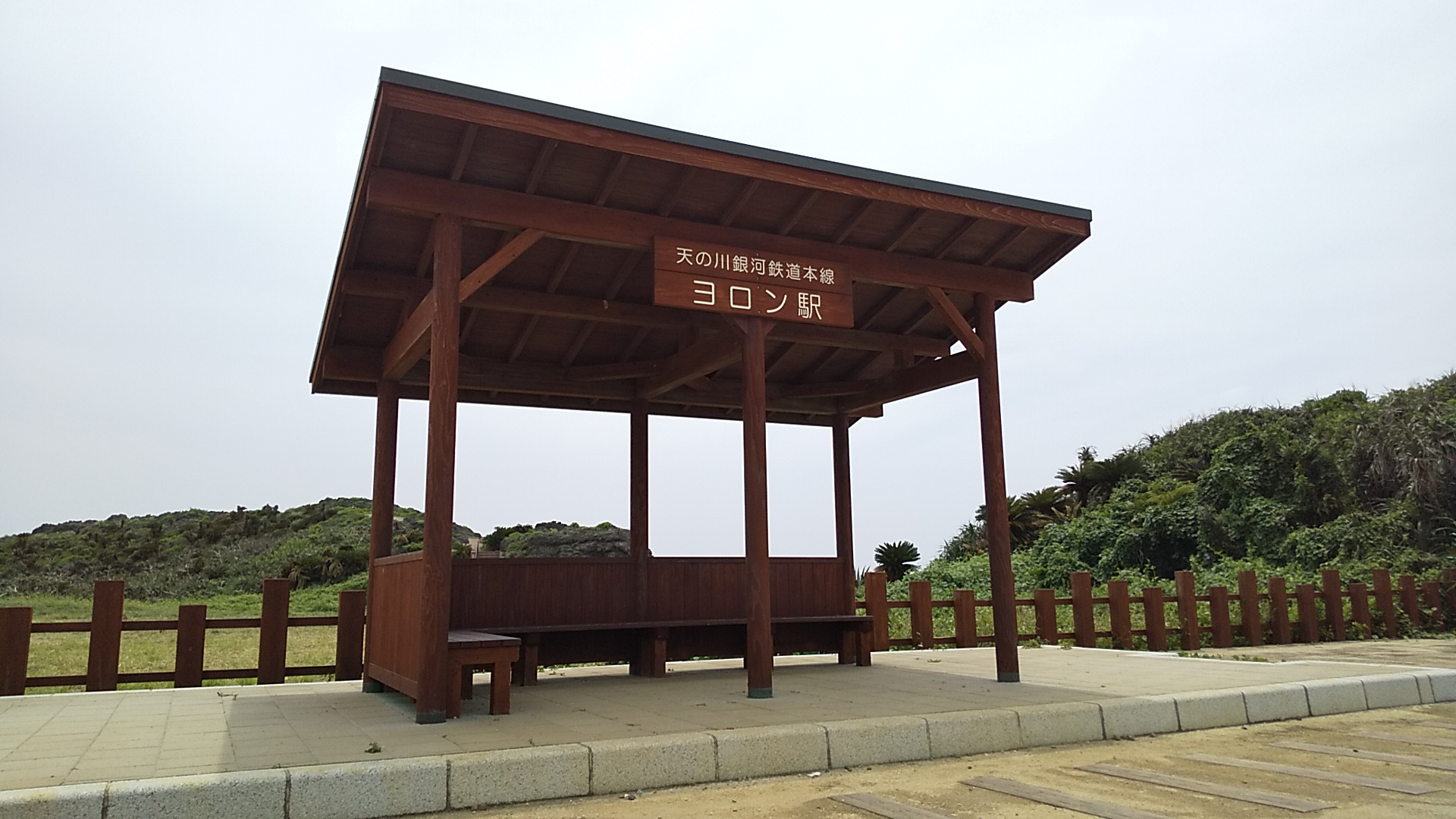
屋根付きベンチ

ヨロン駅（ヨロンえき）は、鹿児島県大島郡与論町（与論島）にあるオブジェクト。与論島の西側に位置する。
1979年に日本国有鉄道（国鉄）の周遊券指定地に与論島が含まれるようになって10周年となったことを記念し、鉄道のない奄美大島・沖縄県（沖縄は2003年、ゆいレールが開業）へのPRという意味も込め、与論町が駅名標・モニュメントなどを設置したものである。5メートルばかりのレールの上に車輪が乗っているが、車両はない。
駅名標の文字は、片方が「鹿児島」、もう片方が「沖縄」となっている。

## 周辺
ヨロン駅の左手よりビドウ遊歩道への入口となっている。また、右手の先にはフバマビーチがある。
- 鹿児島県道631号与論空港茶花線
- 与論（供利）港（与論港フェリーターミナル）
- 与論空港
- ニシムタFC与論店